# 올림픽 덴마크 선수단
올림픽 덴마크 선수단은 덴마크를 대표하여 올림픽에 참가하는 선수단이다. 덴마크는 1896년 제1회 올림픽에서 처음으로 올림픽에 참가했으며, 그 이후로 드물게 참석한 1904년 대회를 제외하고는 모든 하계 올림픽에 선수단을 파견해 왔다. 덴마크는 또한 1988년 이후 모든 올림픽을 포함하여 1948년부터 여러 차례 동계 올림픽에 참가했다.
덴마크에서 메달을 가장 많이 획득하는 스포츠는 요트이다. 덴마크는 1998년 동계 올림픽 컬링에서 동계 올림픽에서 단 하나의 메달만을 획득했다.
1905년 덴마크 국가 올림픽 위원회가 창설되었다.

## 같이 보기
- 분류:덴마크의 올림픽 참가 선수